# Michel Lozano
Miguel Lozano, né le 7 janvier 1957, est un footballeur professionnel français d'origine espagnole évoluant au poste d'attaquant.
Il a joué 73 matchs en Division 1 sous les couleurs du Nîmes Olympique.